# Я кохаю тебе, Філліпе Моріс
«Я кохаю тебе, Філліпе Моріс» (англ. I Love You Phillip Morris) — романтична трагікомедія Джона Рекуа і Гленн Фікарра, що вийшла у 2009 році. Фільм знятий за книгою Стіва Маквикера «Я кохаю тебе, Філліпе Моріс: Правдива історія життя, любові й тюремних втеч» (англ. I Love You Phillip Morris: A True Story of Life, Love, and Prison Breaks), яка є біографією американського шахрая, гея Стівена Рассела. Головні ролі виконують Джим Керрі і Юен Макгрегор. Продюсер — Люк Бессон.
Світова прем'єра відбулася 18 січня 2009 року.
Українською існує двоголосий закадровий переклад фільму телеканалом 2+2. Ролі озвучили: Євген Пашин і Людмила Ардельян.

## Сюжет
У десятирічному віці Стівен дізнається, що він — прийомна дитина. Відтоді у нього з'явилася нав'язлива ідея — знайти свою рідну сім'ю. Тому він стає поліцейським. Але опинившись на порозі отчого дому, він не отримує відповіді на головне запитання: «чому саме Я?» До того часу Стів вже цілком успішна людина, у нього є все: хороша робота, любляча дружина (Деббі, Леслі Манн) і дитина. При цьому він прихований гомосексуал.
Потрапивши в аварію, Стів Рассел усвідомлює всю швидкоплинність життя. У той вечір він вирішує прожити другу половину життя, більше не обмежуючи себе нормами суспільної моралі та не приховуючи своєї орієнтації. Але зрозумівши, що «бути геєм — дороге задоволення», герой вдаряється у всі тяжкі: він провертає одну аферу за іншою, поки не настає закономірна розв'язка — суд та в'язниця.
Тут Стів зустрічає свою справжню любов. Простий ув'язнений Філіп Морріс (Юен Макгрегор) — людина з доброю душею і розбитим серцем — по вуха закохується у Стіва. Віднині Стів Рассел прагне вберегти своє щастя від усіх негараздів світу. Після виходу з в'язниці він добивається дострокового звільнення для коханого. Не бажаючи перемолоти тендітну ідилію взаємин у жорнах побуту, Стів наважується на чергову аферу. І все було б добре, якби не людська заздрість: колега-стукач і бос нацьковують на хитруна копів.
Філіп Морріс, дізнавшись про пригоди Стіва, зараховує його в ранг зрадників і розриває всі відносини з ним. Расселлу залишається тільки боротися за свою любов. Йому вдається кілька разів втекти з в'язниці, використовуючи різні хитрощі, але його ловлять і повертають назад. Остання втеча, за допомогою симуляції смерті від СНІДу вдається, і герой як адвокат приходить звільняти Філіпа. Однак серед присяжних виявляється його колишній колега-стукач і Стіва запроторюють за ґрати довічно. При цьому його майже не випускають з карцеру, залишаючи лише годину на душ і зарядку під наглядом. В кінці фільму Морріса звільняють по закінченню терміну, а Стів знову збігає з в'язниці.

## У ролях
| Актор              | Роль                 |
| ------------------ | -------------------- |
| Джим Керрі         | Стів Рассел          |
| Юен Макгрегор      | Філліп Морріс        |
| Леслі Манн         | Деббі                |
| Родріго Санторо    | Джиммі               |
| Ніколас Александер | брат Стівена         |
| Девід Дженсен      | Суддя                |
| Гріфф Ферст        | Марк                 |
| Джессіка Хіп       | Секретарка           |
| Марк Макколей      | Хьюстонський коп     |
| Елізабет Бурвант   | Сара                 |
| Ентоні Короні      | Лідхольм             |
| Дамеон Кларк       | Хьюстонський адвокат |
| Дж. Д. Евермор     | охоронець            |

## Виробництво
Після початкових труднощів з пошуком дистриб'ютора у США, ймовірно, через явний сексуальний зміст, фільм був відредагований. У травні 2009 року Variety оголосило, що Consolidated Pictures Group придбала права на розповсюдження.

## Саундтрек
Оригінальний саундтрек до фільму вийшов 25 січня 2010 года:
| #   | Назва                                                      | Artist                           | Тривалість |
| --- | ---------------------------------------------------------- | -------------------------------- | ---------- |
| 1.  | «I Cried Like a Silly Boy»                                 | DeVotchKa                        | 3:27       |
| 2.  | «Dance Hall Days»                                          | Jack Hues                        | 4:00       |
| 3.  | «Key West»                                                 | Nick Urata                       | 0:53       |
| 4.  | «Jesus Has a Plan»                                         | Nick Urata                       | 2:14       |
| 5.  | «To Love Somebody»                                         | Ніна Сімон                       | 2:41       |
| 6.  | «Written in the Stars»                                     | Nick Urata                       | 3:59       |
| 7.  | «Nobody Knows the Trouble I've Seen» (Golden Gate Quartet) | Orlandus Wilson                  | 3:16       |
| 8.  | «Promise to Jimmy»                                         | Nick Urata                       | 2:31       |
| 9.  | «The Escape Artist»                                        | Nick Urata                       | 4:36       |
| 10. | «The Last Time»                                            | Nick Urata                       | 3:00       |
| 11. | «Steal Away»                                               | Robbie Dupree                    | 3:31       |
| 12. | «Faking Death»                                             | Nick Urata                       | 2:44       |
| 13. | «The Marriage of Figaro: Sull'aria»                        | German Opera Orchestra of Berlin | 3:33       |

## Реліз
Фільм демонструвався на наступних фестивалях:
2009 рік
- Кінофестиваль «Санденс»
- Каннський кінофестиваль
- Фестиваль гей та лесбі кіно в Парижі

2010 рік
- Міжнародний кінофестиваль в Гетеборзі
- Міжнародний кінофестиваль в Сан-Паулу
- Міжнародний кінофестиваль в Палм-Спрінгс
- Міжнародний кінофестиваль в Мельбурні
- Міжнародний кінофестиваль в Денвері

## Сприйняття
Картина має 70 відсотковий рейтинг на сайті Rotten Tomatoes, критики якого прийшли до консенсусу в тому, що «ця заснована на реальних подіях комедія має деякі недоліки, які були подолані завдяки гумористичному тону розповіді й однією з найбільш вдалих ролей в кар'єрі Джима Керрі».
Деймон Вайз з «Таймс» дав фільму чотири зірки з п'яти можливих, відзначивши, що «Я кохаю тебе, Філліпе Моріс» — «екстраординарний фільм, який зайвий раз нагадує глядачеві про те, яким хорошим актором може бути Керрі, коли він не намагається догодити голлівудській тусовці».

## Озвучення українською
Фільм озвучений українською на замовлення телеканалу NLO TV.